# Villa Fournier
Villa Fournier (Est. Nueve de Julio Sud)  (también conocida como El Provincial o Villa Del Fabro, antes Nueve de Julio Chico), es una localidad del centro de la provincia de Buenos Aires, Argentina, perteneciente al partido de Nueve de Julio.

## Historia
En 1892, el señor Del Fabro (afincado en 9 de Julio), adquiere en la citada colonia una porción de campo de alrededor de 180 has. Posteriormente, construye su casa y un almacén al que pone de nombre “El Tropezón”.
El pueblo y la zona que rodeaba la estación del F.F.C.C. comenzó a conocerse como Pueblo ” Villa Fournier”,  que había sido fundado,  por Alejo Fournier.
La estación se halla en “Villa Fournier” mientras que los galpones, talleres y colonia ferroviaria en “Villa Del Fabro”. Si bien el nombre oficial de esta localidad es Villa Fournier, se le han adjudicado otros que se enumeran a continuación:
– Colonia “San Rafael”: por la Ley N.º 1969 de la provincia de Buenos Aires de Creación de Centros Agrícolas.
– Villa “Del Fabro”: por haberse establecido el Sr. Luis Del Fabro con 180 has.
– “El Tropezón”: por el almacén del mencionado Sr. Del Fabro, en donde había paradas de diligencias y carretas.
– “El Provincial”: por el Ferrocarril El Provincial.
– 9 de Julio Chico: por estar cerca de la ciudad cabecera.
-“Villa Fournier”: por la venta de terrenos aprobada por el Departamento de Obras Públicas, el 15 de diciembre de 1913.

## Población
Cuenta con 1088 habitantes (Indec, 2022), lo que representa un incremento del 92,23% frente a los  566 habitantes (Indec, 2010) del censo anterior.
| Gráfica de evolución demográfica de Villa Fournier entre 1991 y 2022 |
|                                                                      |
| Fuente: Censos nacionales del INDEC                                  |